# Tarcie płynne
Tarcie płynne występuje wtedy, gdy powierzchnie tarcia są rozdzielone warstwą środka smarnego w postaci smaru, cieczy lub gazu. Wówczas tarcie zewnętrzne jest zamieniane na tarcie wewnętrzne czynnika smarnego. Siła tarcia płynnego zależy wyłącznie od właściwości środka smarnego, a nie od właściwości powierzchni współpracujących. Wartość współczynnika tarcia płynnego jest mała i zależy od grubości warstwy cieczy smarującej, jej lepkości oraz od prędkości względnej elementów trących. Zużywanie elementów maszyn podczas tarcia płynnego jest małe.